# Rosa Almirall
Maria Rosa Almirall i Oliver (Olot, 30 de abril de 1956) es una ginecóloga y obstetra española, militante feminista, pionera en la atención a la salud de las personas trans. Ha luchado por el derecho de las mujeres a explorar, disfrutar y decidir sobre su propio cuerpo. Por esta experiencia creó un modelo de salud para las personas trans que respeta las decisiones de la persona.
Almirall estableció por primera vez este nuevo modelo en el CAP Mansó de Barcelona en el 2012. Más adelante, en 2017, se convirtió en el centro referente de Instituto Catalán de la Salud en la atención a las personas trans. Se ha expandido a otras localidades de Cataluña y replicado a más comunidades autónomas de España y países como Chile.

## Biografía
Rosa Almirall estudió medicina en Barcelona, donde militó en colectivos feministas como la Coordinadora Feminista de Barcelona, la Asociación de Planificación Familiar y el grupo Mujeres por el Autoconocimiento y la Anticoncepción (DAIA) de Barcelona. Contribuyó a la traducción para el grupo DAIA del libro Nuestros cuerpos, nuestras vidas, un referente internacional en el empoderamiento personal y colectivo de las mujeres.
Se licenció en ginecología y obstetricia en 1979 y, posteriormente, entró a trabajar como ginecóloga en el sistema público de salud. En 1987, fue designada como jefa clínica del servicio de Ginecología y Obstetricia del Hospital Sagrat Cor de Barcelona. En 1988 se doctoró en la Universidad de Barcelona con una tesis en castellano titulada Valor predictivo de la monitorización antenatal de la F. CF según la patología y la edad gestacional. En 1995 pasó a dirigir el servicio de atención a la salud sexual y reproductiva de diversas regiones de Cataluña.Ha participado en proyectos de investigación, que incluyen el uso de antibióticos en partes prematuros, enfermedades oportunistas en presencia del virus del herpes y del papiloma en la población general y en trabajadoras sexuales en Barcelona, entre otros.
Almirall asistió a una charla en la que Miquel Missé explicó la problemática en la salud de menores trans. Después de informarse de que la atención ginecológica hacia las personas trans era inexistente y discriminatoria, decidió crear una consulta que diferiría radicalmente de la Unidad de Trastornos de Identidad de Género del Hospital Clínico y Provincial de Barcelona. Así pues, en 2012 impulsó la Unitat Trànsit en el CAP Manso en el barrio de San Antonio de Barcelona con una atención despatologizada que consideraba el hecho trans como parte de la diversidad humana, siguiendo el modelo biopsicosocial. La unidad tuvo éxito, pese al rechazo y críticas de algunas unidades especializadas.
En 2015 la plataforma asamblearia Trans*forma la Salut negoció con el Departamento de Salud un nuevo modelo de atención a la salud de las personas trans que estableciese el Servicio Trànsit como centro de referencia y ampliara sus recursos. Éste se anunció en octubre de 2016 y se estbleció oficialmente en noviembre de 2017. Así, se consolidó el modelo de Rosa Almirall y aumentó sustancialmente el número de profesionales sanitarios para satisfacer la demanda. El Servicio Trànsit fue premiado por la Federación Estatal de Lesbianas, Gais, Trans y Bisexuales con el Premio Pluma 2019 y Almirall recibió el premio de emprendeduría social de la Fundación Ashoka en el European Changemaker Summit 2019. CatSalut ha extendido el servicio al territorio catalán. En 2022 abrió cinco unidades en Reus, Lérida, Manresa, Gerona y Sabadell.
Rosa Almirall fundó en 2020 la Asociación Kasa Trans* para acompañar a personas trans de fuera de Cataluña y formar en temáticas trans a profesionales de la salud, la educación y la empresa. En 2021, la Generalitat de Catalunya reconoció su trabajo y le otorgó la Medalla al Trabajo President Macià. Se jubiló en 2023, pero sigue impartiendo formación y conferencias.